# Stella Sierra
Stella Sierra  (* 5. Juli 1917; † 19. Oktober 1997) war eine panamaische Dichterin. Ihre Arbeiten konzentrierten sich hauptsächlich auf Liebe, Natur und Lebensfreude.
Nach Abschluss ihrer Grundausbildung in ihrer Heimatortschaft absolvierte sie ihre Sekundarschulausbildung in Panama-Stadt. Im Jahr 1934 absolvierte sie das International College of Mary Immaculate. Danach studierte sie spanische Sprache und Literatur an der Universität von Panama. Zu diesem Zeitpunkt hatte sie bereits ihr erstes Buch mit dem Titel Sinfonía jubilosa en doce sonetos (Freudige Symphonie in zwölf Sonetten). Später, im Jahr 1944, veröffentlichte sie Canciones de mar y luna (Lieder vom Meer und vom Mond).
Nachdem sie an verschiedenen Schulen unterrichtet hatte, wurde sie von 1946 bis 1951 stellvertretende Direktorin der Kulturabteilung des Bildungsministeriums. Sie reiste nach Spanien, wo ihre Arbeit hoch gelobt wurde, sowie in verschiedene lateinamerikanische Länder und in die Vereinigten Staaten. Sie trug auch zu panamaischen Literaturzeitschriften bei, darunter Mundo Gráfico und Épocas. Sie richtete gelegentlich die eingereichten Gedichte für die Ricardo-Miró-Literaturpreise.